# Ellen Klages
Ellen Klages (Columbus, 9 juli1954) is een Amerikaanse schrijfster van sciencefiction, fantasy en historische fictie. Ze won onder meer twee World Fantasy Awards, een British Fantasy Award en een Nebula Award.

## Biografisch
Klages studeerde filosofie aan de University of Michigan en ging in 1992 werken in het Exploratorium. Ze debuteerde in 1999 als schrijfster met de novelette Time Gypsy, waarin een natuurkundige de kans krijgt om terug in de tijd te reizen om haar grote voorbeeld te ontmoeten. Ze werd hiervoor genomineerd voor zowel een Nebula Award als een Hugo Award. Ze won zes jaar later daadwerkelijk een Nebula Award voor haar novelette Basement Magic, over een zesjarig meisje dat op gespannen voet leeft met haar stiefmoeder. Beide verhalen werden later ook opgenomen in Klages' verhalenbundel Portable Childhoods, samen met veertien andere novelettes en korte verhalen.
Klages bracht naast sciencefiction en fantasy verschillende boeken uit in het genre historische fictie. Het eerste was The Green Glass Sea en verscheen in 2006. Hierin gaat een elfjarig meisje in 1943 bij haar vader in New-Mexico wonen, waar een groot aantal wetenschappers en wiskundigen aan een geheim project werkt. Datzelfde meisje keert terug in White Sands, Red Menace uit 2008, dat zich afspeelt in 1946.
Klages won in 2014 haar eerste World Fantasy Award voor de novelle Wakulla Springs, die ze samen met Andy Duncan schreef. Dit verhaal gaat over drie generaties van een Afro-Amerikaanse familie en hun ervaringen in het gebied waar ze wonen nabij een zoetwaterbron in Florida. Klages kreeg in 2017 een tweede World Fantasy Award toegekend voor de novelle Passing Strange, over zes vrouwen in San Francisco wier levens elkaar verstrengeld raken.

### Boeken
- 2006 - The Green Glass Sea (young adult)
- 2008 - White Sands, Red Menace (young adult)
- 2018 - Out of Left Field (young adult)

### Novelles & novelettes
- 1999- Time Gypsy
- 2003 - Basement Magic (Nebula Award)
- 2006 - In the House of the Seven Librarians
- 2013 - Wakulla Springs (met Andy Duncan, World Fantasy Award)
- 2017 - Passing Strange (World Fantasy Award, British Fantasy Award)

### Verhalenbundels
- 2007 - Portable Childhoods
- 2017 - Wicked Wonders